# Chair du monde
L'expression « Chair du monde » apparaît dès les premières pages de l'ouvrage le Visible et l'Invisible  du philosophe  Maurice Merleau-Ponty. « Merleau-Ponty est le penseur qui a tenté d'effectuer le passage de la chair ontique à la chair ontologique, du corps propre à la « chair du monde » [...], qui semble bien être le nom merleau-pontien de l'être ». L'auteur, pense qu'il est possible d'étendre, à l'ensemble de l'être, le « mode d'être charnel » du corps, sur la base de l'appartenance de notre corps au monde. Le terme de chair devient dans Le Visible et l'Invisible une catégorie ontologique fondamentale, propre à penser une véritable co-originarité du Soi et du monde.
L'apport le plus caractéristique de Merleau-Ponty est d'avoir tenté le passage de la chair physique à la chair ontologique c'est-à-dire du corps propre à la chair du monde en conférant à cette dernière l'essentiel des déterminations appartenant au premier à savoir la sensibilité et la réversibilité.

## La chair du monde comme extension du corps phénoménal
Lorsque Husserl fait appel au concept de chair, il s'agit d'un point particulier à savoir de répondre à la question qu'il se pose « comment se fait-il que mon « ego », à l'intérieur de mon être propre, puisse en quelque sorte, constituer l'autre, justement comme lui étant absolument étranger ». Son souci est de faire apparaître l'étranger comme une possibilité de l'ego c'est-à-dire d'en appeler à un Ego plus profond et intégral dont l'étranger est la possibilité.. Cette sphère propre comprend la chair par laquelle je me rapporte au monde et qui me mettant en rapport avec une nature primordiale, rend possible son propre débordement par autrui. Dans ce dernier usage, Merleau-Ponty utilise les expressions de « corps propre » ou de « corps phénoménal »
Dans la pensée de Merleau-Ponty, les thèmes de l'accès au monde, de l'être-au-monde, et de la corporéité, se recoupent. L'être en soi et l'être pour soi peuvent être dépassés par une synthèse qui sera l'être-au-monde qui révèle que notre accès au monde se fait exactement de l'intérieur du monde. Une note dans Le Visible et l'Invisible, à propos de la perception du cube, affirme le caractère charnel du monde « Moi, ma vue, nous sommes pris avec lui dans le même monde charnel; ma vue mon corps émergent eux-mêmes du même être, qui est, entre autres choses cube ».
En devenant « chair du monde », le concept de chair, d'origine physique, se complexifie « dans la mesure où il vise, non pas la différence entre le corps sujet et le corps-objet, mais plutôt, l'étoffe commune du corps voyant et du monde visible, pensés comme inséparables ». De la part de Merleau-Ponty, note Étienne Bimbenet, le concept de « chair du monde » est l'aboutissement d'un patient travail d'élaboration philosophique entamé dans sa Phénoménologie , « dépassé par mon monde, communiquant à travers lui avec la perspective d'autrui, je ne suis jamais ni tout à fait le même ni tout à fait un autre [...]. Il reviendra au concept de chair [...] de généraliser sous la forme d'un mode d'être ultime cette réflexion déchirée ». « La chair apparaît comme le « sol » invisible qui soutient et qui rend possible le rapport entre le sujet et le monde. Elle est le milieu originaire dans lequel nous vivons et où nous sommes en contact avec les choses ».Il s'agit de penser l'unité du percevant et du perçu. La chair n'est pas une catégorie métaphysique supplémentaire, elle n'est ni matière, ni esprit, ni substance, elle est en deçà du partage entre la chose et l'idée, et l'universalité, elle est chose générale, pure dimension « notion ontologique dernière ». *« La pensée merleau-pontienne est animée par une préoccupation ontologique qui s’accomplit dans les dernières années sous la figure d’une philosophie de la « chair » [...] d'où toute réalité prend naissance, au sein de laquelle émerge le corps propre lui-même » résume Frédéric Jacquet .
Dans sa pensée ultime, écrit Françoise Dastur « ce n'est pas le problème régional de la corporéité qui fournit la solution du problème ontologique, mais au contraire la notion générale de chair qui permet de comprendre les rapports de l'âme et du corps [...], c'est l'être du sujet qui apparaît comme une variante de l'être général du monde ».

## Les attributs de la chair

### La sensibilité
Par quoi se caractérise le concept de chair ?:  « La chair est caractérisée par le fait qu'il n'y a aucune partie d'elle même qui ne soit susceptible de devenir activement sensible ni aucune sensibilité active qui ne puisse se transformer en objet d'un autre toucher, dès lors qu'elle est localisée », écrit Renaud Barbaras. « La sensibilité est constitutive de la corporéité [...] Ainsi la capacité de « sentir » ne vient pas s'ajouter à une réalité objective, une chair à un corps [...], (c'est) le corps qui comme chose physique ne peut s'obtenir que par abstraction ».
Le corps vivant devient un corps sensible au moment où il acquiert le pouvoir de se toucher soi-même (ou de se voir lui-même, par l’intermédiaire du congénère), c’est-à-dire de se séparer de soi en s’unissant à soi, de s’unir à soi en se séparant de soi, de telle sorte que le touchant et le touché, le voyant et le vu, sont à la fois mêmes et autres. « Le toucher en tant qu'il porte sur le corps propre est caractérisé par une « réversibilité » fondamentale, le touchant peut à tout moment devenir chose touchée, pour cette partie du corps qu'il touchait en laquelle se découvre le mode fondamental de la chair ». Comme ce « sentir » est par principe immergé dans un corps qui est lui-même immergé dans un monde, « ce n'est plus moi qui sent mais la chose qui sent en moi [...] le brouillage du sujet et de l'objet est attribué au monde lui-même ».

### La réflexivité
Pascal Dupond rappelle ce constat de Merleau-Ponty « Dès que je vois, il faut (comme l'indique si bien le double sens du mot) que la vision soit doublée d'une vision complémentaire ou d'une autre vision, moi-même vu du dehors, tel qu'un autre me verrait ». Françoise Dastur relève cette autre remarque « il ne suffit pas que mon regard soit visible pour X, il faut qu'il soit visible pour lui-même, par une sorte de torsion, de retournement [...], Il y a en effet une réflexivité de la chair, qui loin d'être contingente ou chaos, est au contraire une texture qui revient en soi et convient à soi-même »,. « La perception de soi ou perception de la perception ne convertit pas ce qu'elle saisit en objet [...] le sentiment charnel de soi-même ne porte pas sur des contenus [...] au sein de la chair se fait jour un mode de connaissance qui n'est plus d'ordre réflexif, qui est une épreuve affective plutôt que possession intellectuelle » écrit Renaud Barbaras
Il s'agit de rompre avec l'idéalisation cartésienne, « de favoriser notre contact avec l'être en nous et hors de nous avant toute réflexion et qui ouvre la dimension de l'interrogation, comme rapport ultime à l'être ».

### La réversibilité
Pascal Dupond écrit, « quand je touche une pierre pour en éprouver le lisse ou le rugueux, mes doigts explorateurs se laissent docilement conduire par la mélodie tactile du grain de la pierre. La sensation est cette « déhiscence » qui fait naître l'un à l'autre le sensible sentant et le sensible senti ». Par là, il apparaît que la « distinction du sujet et de l'objet est brouillée dans mon corps [...]  La « réversibilité » fait ainsi comprendre que le corps animé n'est ouvert à lui-même qu'à travers son ouverture aux autres corps et au monde. Il n'y a d'intériorité qu'exposée à l'extériorité, à travers laquelle seule elle se rejoint. Un pur agir serait contradictoire ».« Le toucher en tant qu'il porte sur le corps propre est caractérisé par une « réversibilité » fondamentale, le touchant peut à tout moment devenir chose touchée, pour cette partie du corps qu'il touchait en laquelle se découvre le mode fondamental de la chair »écrit Renaud Barbaras. La frontière entre mon corps et le monde n'a pas de sens ontologique juge Merleau-Ponty. En raison de l'appartenance du « corps » au monde, l'auteur, s'autorise à étendre à l'ensemble de l'être, le mode d'être « charnel » du corps.
« La chair comme « réversibilité » ou chiasme devient la clef de tout phénomène et par là de toute constitution » écrit Marc Richir. D'où la formule de Merleau-Ponty « ce n'est donc pas moi qui sent mais la chose qui sent en moi ». La chair « qui n'est pas matière, n'est pas esprit, n'est pas substance », n'est même pas ce qui pourrait apparaître comme une sorte d'élément au sens des anciens grecs quand il se réfèrent à l'air, l'eau et le ciel. La « chair du monde » doit être abordée comme « ce par quoi le champ phénoménologique découvre sa consistance et son autonomie, elle en est le tissu ou l'élément, la phénoménalité du phénomène » écrit Marc Richir.

### L'expressivité
La Phénoménologie de la perception examine longuement et dans le détail la structure symbolique du corps et ses effets. En permanence « réorganisés dans des ensembles nouveaux, les comportements vitaux disparaissent comme tels [...] La fonction symbolique, comme capacité catégoriale d'objectiver le milieu et de varier nos points de vue sur lui, est l'attitude humaine fondamentale, qui sublime en nous le sens des conduites vitales et leur confère un sens neuf » écrit Étienne Bimbenet.La fragmentation constatée de l'expérience sensible selon les divers sens n'empêche aucunement que ceux-ci communiquent entre eux et associent leur pouvoir respectif d'exploration pour former une « synesthésie » écrit Rudolf Bernet. Merleau-Ponty comprend l'unité du corps et même l'unité du monde en « analogie » avec cette unité des divers sens. « Le « schéma corporel » doit être compris comme une mobilisation anticipative du système symbolique du corps face à une situation précise de la vie perspective : le corps sait d'avance, d'un savoir charnel, ce qu'il doit faire et comment il doit le faire ».
Chez Merleau-Ponty « L'« expressivité » désigne une structure ontologique que l'on rencontre dans la parole, mais aussi dans le corps vivant, l'œuvre d'art, la chose perçue et qui consiste dans le passage réciproque d'un intérieur vers l'extérieur et d'un extérieur vers l'intérieur ou dans le mouvement réciproque de sortir de soi et de rentrer en soi » écrit Pascal Dupond. Le philosophe insiste sur le fait que « l'existence humaine obéit à un principe d'indétermination [...] (en foi de quoi), le corps est un signe expressif tout à fait particulier, un signe sans signifié détachable » écrit Rudolf Bernet. Le passage obligé par la vie naturelle reçoit sa signification ultime celle d'une immersion dans la « chair du monde » ouvre la voie à une subjectivité corporelle des choses. Comme il y a un système symbolique du corps, il y a aussi du fait qu'une chose ne peut être perçue qu'à travers et selon les choses qui l'entourent un système symbolique et charnel des choses, auquel mon regard doit se plier ; croire à la perception d'un objet dans une position absolue est la mort de la perception.
Parce qu'elle est, par elle-même, porteuse de sens, Merleau-Ponty découvre dans la chose un pouvoir qu'il met au compte « d'une vie expressive qui ne fait que la traverser en la joignant aux autres choses ». « Corps et choses s'entrelacent au sein d'un monde naturel qui est animé d'une vie cosmique »,

## Le sens d'être du monde

### La texture du monde
« Mon corps est fait de la même chair que le monde (c'est un perçu), et de plus cette chair de mon corps est participée par le monde, il la reflète, il empiète sur elle et elle empiète sur lui [...], ils sont dans un rapport de transgression et d'enjambement », texte cité par Étienne Bimbenet. « Les liens vitaux qui se tissent entre moi et autrui, l’âme et le corps, le corps et le monde, l’homme et l’Être en vue de dépasser toute dualité. ces liens se tissent dans la « chair du monde », qu’il s’agisse de mes rapports avec les choses ou de mes liens avec les autres ».
« Pour Merleau-Ponty, la chair apparaît donc comme le « sol » invisible qui soutient et qui rend possible le rapport entre le sujet et le monde. Elle est le milieu originaire dans lequel nous vivons et où nous sommes en contact avec les choses [...] Elle est ce tissu préalable sur lequel se détache le monde phénoménologique qui est l’objet de nos projets. Cette chair ontologique me renvoie aussi à autrui : moi et autrui nous appartenons au même « tissu charnel ». La manifestation d’autrui prend sa place entre mon corps et la chair du monde ».
Il s'agit de penser l'unité du percevant et du perçu. La chair n'est pas une catégorie métaphysique supplémentaire, elle n'est ni matière, ni Esprit, ni substance, elle est en deçà du partage entre la chose et l'idée, l'individualité et l'universalité, elle est chose générale, pure dimension « notion ontologique dernière ».
« Loin que le sensible s'oppose à l'intelligible, ils sont eux-mêmes enchevêtrés l'un à l'autre, dans le même tissu comme autant d'expériences possibles du phénomène qui ne se différencient que tendanciellement sans jamais s'abstraire ou se séparer selon le degré de subtilité ou de sublimation qu'a pris la chair même de ces expériences » écrit Marc Richir.

### La présence du monde
« Jamais je ne pourrais avancer dans le cours des « esquisses » si ne m'étais pas donnés par avance la scène ou le cadre préalable au sein desquels l'expérience peut avoir lieu : la continuation de l'expérience perceptive par esquisses présuppose la « continuabilité » de cette expérience », écrit Renaud Barbaras. Cet auteur parle du monde au sens phénoménologique, comme d'un sol préalable qui est la condition non objective de la constitution d'objet et plus précisément de sa « perceptibilité ».
Le « monde » démontre Renaud Barbaras ne peut pas faire comme les choses l'objet d'une intuition puisqu'il est la condition de toute intuition. « Il est cette totalité qui contient tout mais ne se donne que dans et comme cela qu'elle contient ».

### L'unité du monde
Comme totalité qui contient tout, « il est cet élément qui ne contient les choses que dans la mesure où il est contenu en elles, il faut en conclure que l'unité du monde ne fait pas alternative avec sa multiplicité [...] Cette unité unifie les étants en les articulant, plutôt qu'en les englobant ; elle ne les totalise qu'en y introduisant de la différence ». Le monde unifie mais est aussi ce en quoi les choses différent et selon le point de vue duquel elles peuvent être perçues comme différentes. « Dans la mesure où il vise, non pas la différence entre le corps sujet et le corps-objet, mais plutôt, l'étoffe commune du corps voyant et du monde visible, pensés comme inséparables [...]. La chair nomme donc proprement et fondamentalement l'unité de l'être comme « voyant-visible » écrit Pascal Dupond. Le philosophe a recours au concept de « chair » pour accentuer l'union intime du corps et du monde.
À travers le rôle attribué au « schéma corporel », le corps, en lieu, et place de la fonction de jugement, assume « une fonction organique de connexion et de liaison, qui ne ressort pas de la faculté de juger, un quelque chose immatériel dans le corps, qui permet l’unification des diverses données sensorielles, la synergie entre les différents organes du corps et la traduction du tactile dans le visuel [...] Merleau-Ponty affronte le problème de l'articulation entre la structure du corps et la signification et la configuration du monde ». « La structure du monde ne peut être pensée sinon en référence à la structure du corps de l’homme, en tant que le corps comme totalité de sens systématiquement cohérente dans l’unité, est une structure qui elle-même structure le monde, et une fonction dispensatrice d’unité ».

### L'origine du monde
Merleau-Ponty voit dans la chair : « la terre natale (Mère ontologique) d’où toute réalité prend naissance, au sein de laquelle émerge le « Corps propre » lui-même [...] La question est celle de l’éclosion d’une chair propre, sentante, au sein de la chair du monde, sensible [...] Il s’agit de comprendre la « naissance » ou le surgissement de l’homme dans l’Être c’est-à-dire de l’Être lui-même, de penser leur « co-naissance » : la naissance ontologique du corps au sein de l’Être signifie du même coup la naissance du monde à la phénoménalité » écrit Frédéric Jacquet. Merleau-Ponty tente d'ouvrir ici une voie intermédiaire entre le réalisme (un monde en soi) et l'idéalisme (un monde saisi par la conscience).
Renaud Barbaras remarque que « tout étant apparaît comme une limitation de cette totalité préalable et ouverte qu'est le monde [...] de sorte que le monde ne se donne à son tour qu'à travers chaque étant fini comme sa négation même en une différence pure »

### La figure ultime du monde
« Tel qu'il s'impose à la démarche phénoménologique, le monde déjoue les catégories et les oppositions que nous sommes enclins à mobiliser ». Le sens d'être du monde brouille selon Renaud Barbaras « les partages du vide et du plein, du contenant et du contenu, de l'un et du multiple, de l'infini et du fini, l'être du monde déjoue l'opposition de la forme et du fond [...] l'être du monde peut difficilement [...](relever) du partage entre subjectif et objectif ». Parce qu'il nous englobe le monde est inobjectivable, il est selon l'expression de Renaud Barbaras « la texture de l'apparaître ».

## L'apparaître du monde
« Si le monde déjoue les catégories que nous sommes enclins à lui attribuer, c'est parce que son mode d'être n'est pas celui de la réalité substantielle mais bien du « devenir » ; il n'existe pas de manière statique, comme un étant, mais de manière dynamique comme un « mouvement » [...] On ne peut mieux dire que le fondement ne doit plus être recherché du côté de la substance mais du « devenir », que le sens le plus profond du monde est donc à situer du côté de la « physis » grecque », écrit Renaud Barbaras.
« Plus profond que le monde, il y a une « mondification », c'est-à-dire un devenir monde du monde, une auto-constitution du monde sous la forme précisément de l'incessant avènement des étants en son sein, avènement qui est en vérité le sens véritable de l'apparaître ». À noter que puisqu'il
n'y a rien en dehors du monde, l'apparaître à.. ne peut signifier qu'un apparaître à soi-même de l'intérieur du monde auquel appartient aussi le sujet percevant.
Sur ce sujet voir une étude approfondie du processus de « mondification » par Renaud Barbaras, parue en 2012 dans les Études philosophiques et disponible en ligne.

## Critiques
En distinguant trois sens à la notion de chair, Renaud Barbaras, qui retrouve la pensée d'Husserl, conteste la conception univoque de Merleau-Ponty. Le terme de chair chez Husserl intervient d'abord pour distinguer le corps-objet ou corps physique du corps vivant qui vit d'une vie qui lui appartient en propre. Si le corps-chose occupe l'espace traditionnel, on peut dire du corps-animé qu'il se temporalise et se spatialise écrit Emmanuel Housset. Au-delà du corps physique et du corps propre, il y a pour Renaud Barbaras une chair ontologique qui correspond à « la scène préalable où toute présence intuitionnée prend place, la forme ou l'élément de l'originarité en tant que celle-ci commande l'intuition. Cette forme c'est le monde, non pas en tant que somme des étants  mais comme le cadre ou le sol originaire au sein duquel les étants peuvent prendre place pour être intuitionnés ».